# Caccia al leone

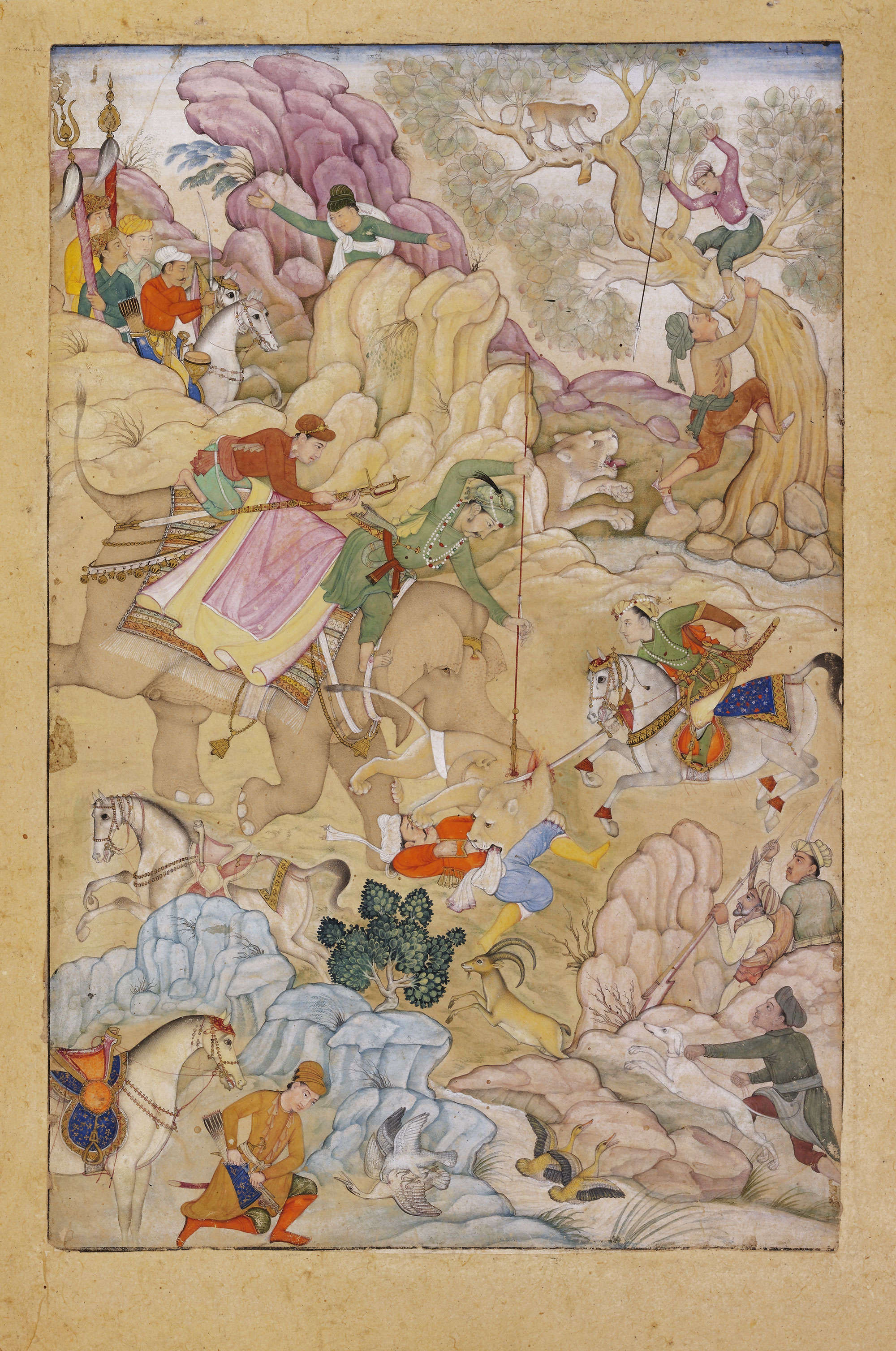
Il Gran Mogol Jahangir (regno 1605-1627) impegnato in una caccia al leone - circa 1615.

La caccia al leone è la caccia praticata a scopo commerciale e ricreativo, molto più raramente per questioni di tutela dell'incolumità di persone, al leone. L'uomo è il predatore più significativo dei leoni e il bracconaggio illegale è una delle principali minacce alla loro sopravvivenza. Esistono oggi due sole sottospecie: il leone africano (Panthera leo leo Linnaeus, 1758), più diffuso, e quello asiatico (Panthera leo persica Meyer, 1826). Entrambe le specie sono state cacciate per secoli ed il leone asiatico è oggi sull'orlo dell'estinzione. Il leone è stato storicamente una popolare preda da caccia grossa, venendo abbattuto per dar prestigio al cacciatore o per ricavarne trofei: nella fattispecie, è uno dei bersagli dei safari Big Five Game.

## La preda

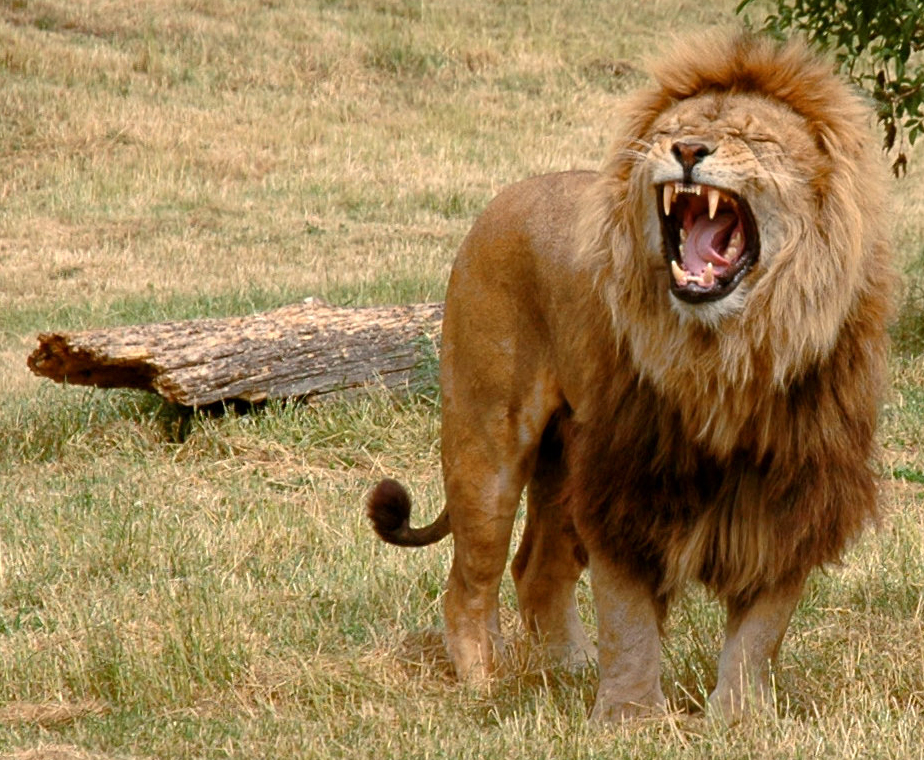
Leone maschio.

Il leone (Panthera leo Linnaeus, 1758) è un mammifero carnivoro della famiglia dei felidi. Dopo la tigre, è il più grande dei 7 grandi felidi del genere Panthera con alcuni maschi la cui massa corporea supera i 250 kg. Il suo areale è nel 2011 ridotto quasi esclusivamente all'Africa subsahariana; il continuo impoverimento del suo habitat naturale e il protrarsi della caccia di frodo ai suoi danni ne fanno una specie vulnerabile secondo la IUCN. Conosciuto come il "re della savana" o il "re degli animali", in natura un leone sopravvive da dieci a quindici anni: I maschi in particolare non superano spesso i dieci anni d'età in natura, in seguito agli infortuni derivanti dalle lotte con i rivali per il dominio sul branco. Tipicamente i leoni abitano la savana e le praterie, ma possono adattarsi ad aree cespugliose e foreste. In confronto ad altri felini i leoni sono animali con uno spiccato spirito di socialità. Un branco è formato generalmente da un maschio alfa (affiancato a volte da dei compagni, specialmente fratelli/cugini), un gruppo di femmine imparentate tra loro, con cui questo si accoppia, e la loro prole. Le femmine tipicamente cacciano insieme per il gruppo, principalmente ungulati, mentre i maschi una volta impadronitisi di un branco si nutrono delle prede uccise dalle femmine e solo di rado cacciano essi stessi, sebbene siano perfettamente in grado di farlo. Il leone è un "predatore alfa", ovvero si colloca all'apice della catena alimentare, non avendo predatori in natura e potendo potenzialmente cibarsi di qualsiasi specie.
In tempi preistorici gli uomini furono probabilmente predati dai grandi felini e quindi dai leoni. Nel mondo moderno, anche se i leoni non cacciano l'uomo in condizioni normali, può accadere che alcuni (per lo più maschi) ne vadano in cerca. Alcuni casi assai celebri sono quello dei mangiatori di uomini dello Tsavo, luogo nel quale ventotto operai addetti alla costruzione della ferrovia tra Kenya e Uganda furono catturati e uccisi nel corso di nove mesi del 1898 durante i quali si stava costruendo appunto il ponte sul fiume Tsavo, e quello più recente del mangiatore di uomini di Mfuwe, che nel 1991 tolse la vita a sei persone nella valle del fiume Luangwa nello Zambia.
Il maschio di leone, assai facile da distinguere, ha una criniera caratteristica e la sua immagine è uno dei simboli più sfruttati nella storia dell'umanità. Le prime rappresentazioni furono fatte nel paleolitico superiore, e troviamo leoni scolpiti o dipinti nelle grotte di Lascaux e nella grotta Chauvet. Essi appaiono nella cultura di praticamente ogni civiltà antica che vi abbia avuto a che fare.

## Storia

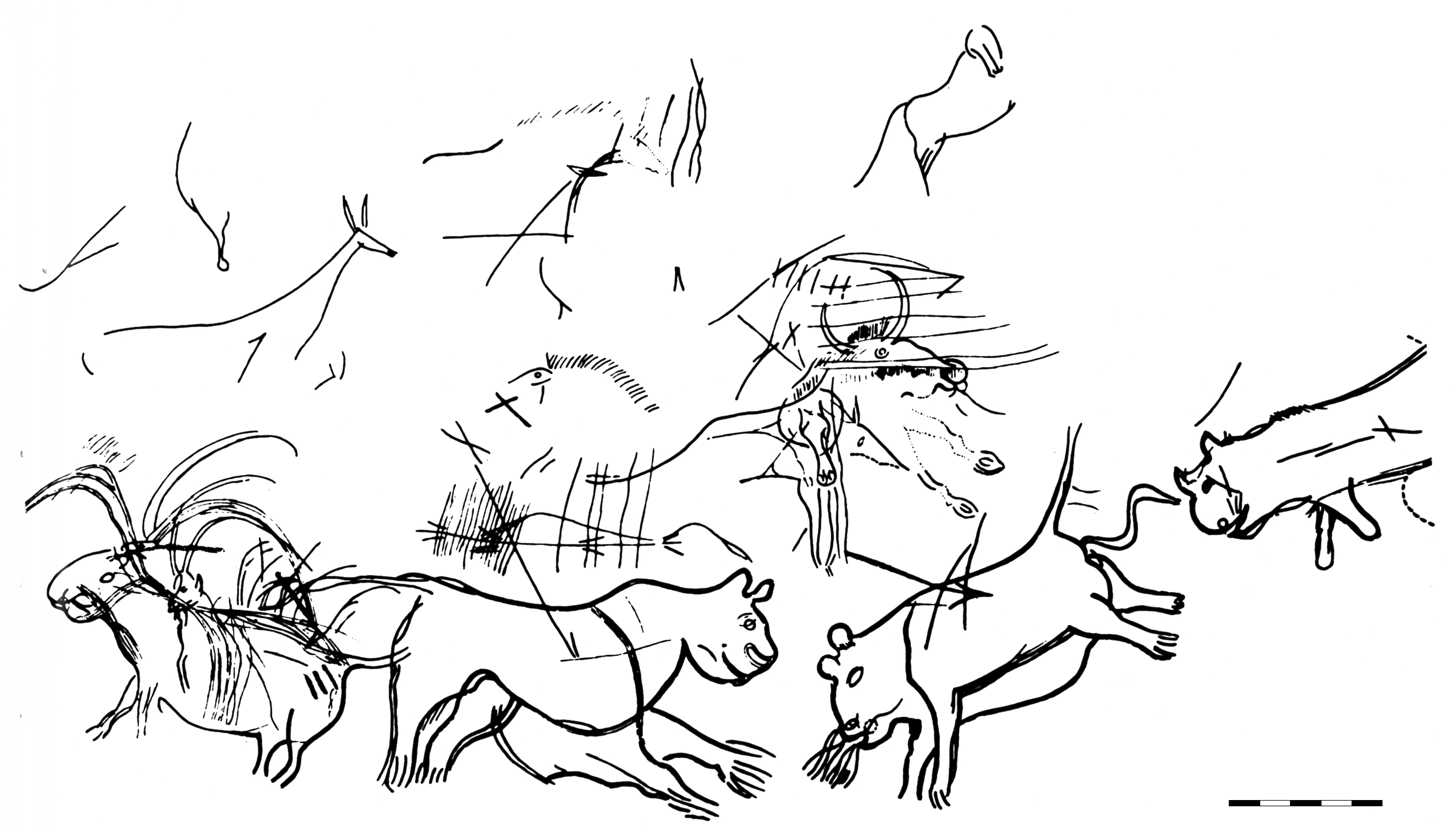
Leoni preistorici nella camera dei felini delle Grotte di Lascaux.

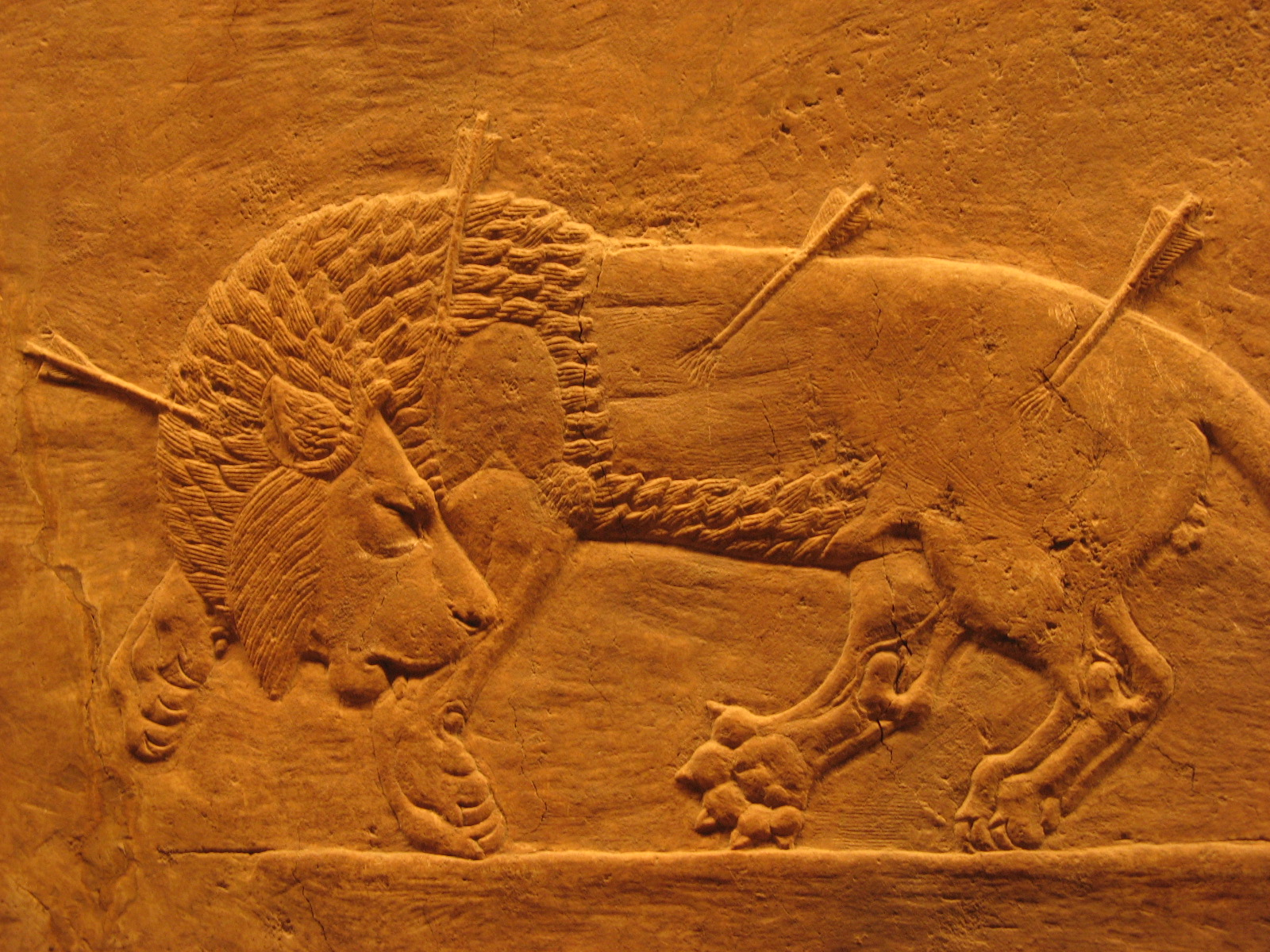
La caccia al leone di Assurbanipal (particolare), rilievo del palazzo assiro, palazzo nord, Ninive (sala C, pannello 25-28), 645-635 a.C. - ora British Museum.

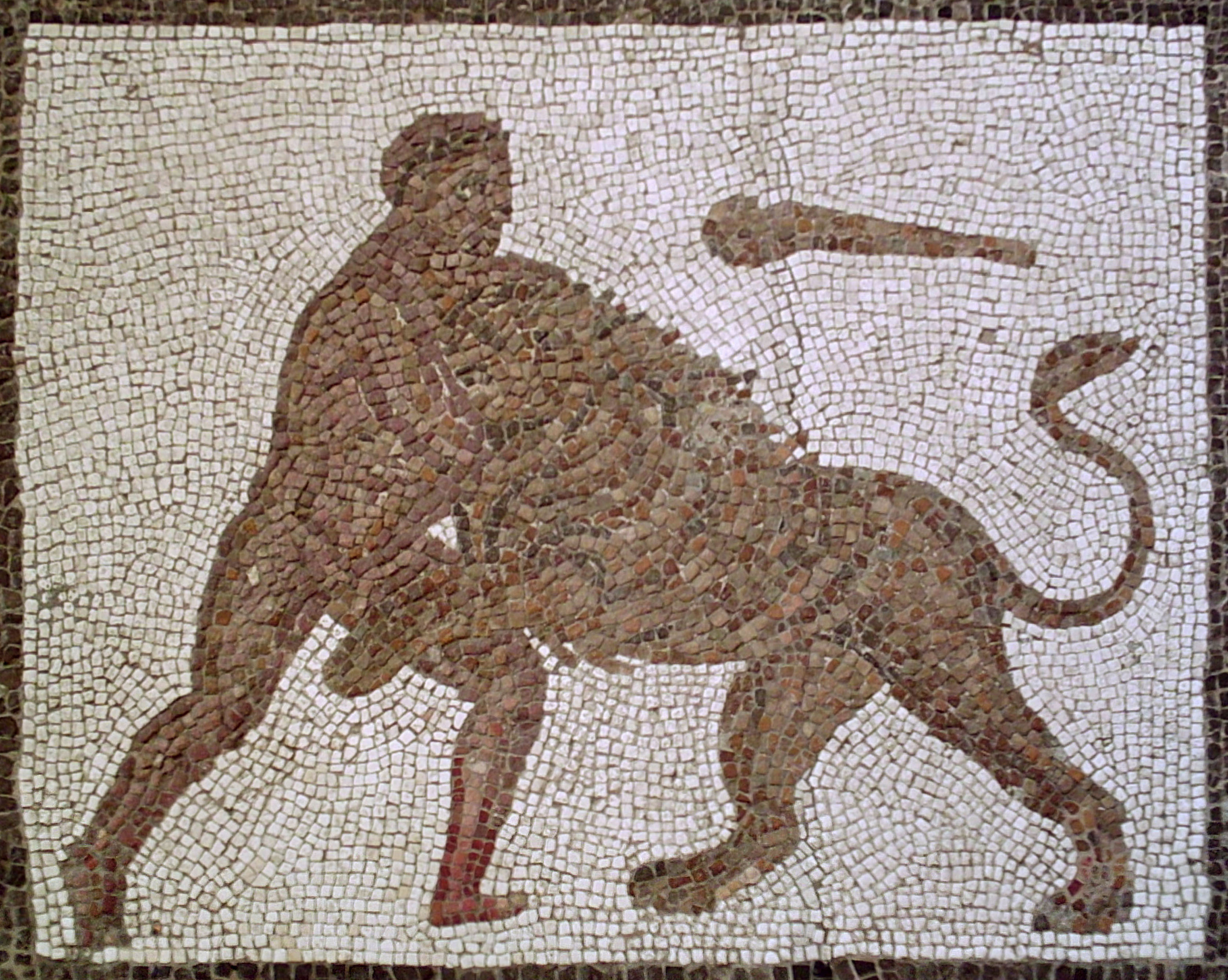
Eracle uccide il leone di Nemea: dettaglio di un mosaico romano di Lliria, Spagna.

Fino al I secolo d.C. circa i leoni erano presenti in gran parte dell'Eurasia (dal Portogallo all'India) e in tutta l'Africa. Il leone scomparve dall'Europa occidentale entro il II secolo, mentre l'ultima popolazione europea in assoluto, nel Caucaso, si spense nel X secolo. Il leone asiatico era presente in Asia dalla Turchia all'India e dal Caucaso allo Yemen: iniziò a scomparire nel Medioevo, in particolare con l'introduzione delle armi da fuoco, rimanendo presente solo in alcune aree del Medio Oriente. Tra la fine del XIX secolo ed i primi del XX i leoni si estinsero anche in Africa settentrionale ed in Medio Oriente (in Iran, l'ultimo leone fu ucciso nel 1942).
La progressiva riduzione dell'areale del leone si deve principalmente all'azione dell'uomo, che lo considerava una delle belve più pericolose insieme al lupo e lo cacciò senza tregua. Già gli antichi Greci ma soprattutto i Romani furono responsabili della decimazione dei leoni in Europa. Lo sviluppo delle grandi civiltà del bacino del Mediterraneo, della Mesopotamia, della Penisola araba e dell'India coincise con la scomparsa progressiva dei leoni in tutte queste zone.
Nell'Africa subsahariana il leone riuscì a sopravvivere proprio in virtù della minore diffusione delle comunità umane. Le popolazioni di leoni in questa zona iniziarono a diminuire drasticamente con l'arrivo dei coloni europei, che cacciarono i leoni dapprima per proteggere i propri insediamenti (cosa che fu la causa, per esempio, dell'estinzione del leone del Capo) e poi per motivi ludici. Il leone divenne infatti il primo dei Big Five, i cinque grandi animali africani rappresentanti i trofei più ambiti dai cacciatori europei che si recavano in Africa per praticare la caccia grossa. Sebbene sia una specie protetta e siano state istituite riserve naturali in molte zone dell'Africa, il leone è ancora oggetto di bracconaggio.

### Età della pietra
Fin dai suoi primordi, l'uomo ha sempre avuto una stretta relazione con i grandi felini: sono stati ritrovati resti fossili di ominidi con evidenti segni circolari sul cranio, segni che corrispondevano perfettamente alle zanne del leopardo che, con tutta probabilità, era il più accanito predatore degli antichi ominidi. La caccia ai grandi felini era dunque un'azione necessaria per l'autodifesa; nulla toglie comunque al fatto che probabilmente, in tempi di magra, gli uomini uccidessero questi animali per cibarsene, o che il fatto di riuscire a cacciarli con successo aumentasse il prestigio sociale del cacciatore, in quanto si trattavano comunque di belve temibili e pericolose.

### Antiche civiltà
Nell'Antico Egitto, la caccia al leone era solitamente riservata al Faraone. Queste cacce portarono quasi allo sterminio delle popolazioni di leoni in Nord Africa entro il 1100 a.C. Sono state trovate opere d'arte commemorative che raccontano come durante una singola caccia, il faraone Amenofi III abbia ucciso più di 100 leoni.
Nell'antica Assiria, la caccia al leone era un'attività ritualizzata riservata ai re. Queste cacce erano il simbolo del dovere del monarca al potere di proteggere e combattere per il suo popolo. La caccia al leone di Assurbanipal, una sequenza di rilievi del palazzo assiro del Palazzo Nord di Ninive risalenti al 645 a.C. circa nel British Museum di Londra, mostra il re Assurbanipal intento a cacciare leoni con i dignitari della corte.

In effetti la "caccia al leone reale", era l'uccisione inscenata e ritualizzata dal re dei leoni già catturato e rilasciato in un'arena. Il realismo dei leoni è sempre stato elogiato, anche se il pathos che gli spettatori moderni tendono a sentire forse non faceva parte della risposta assira.

I re assiri cacciavano i leoni per scopi politici e religiosi, per dimostrare il loro potere. Per far uscire il leone dalla sua gabbia e portarlo nelle pianure siriane, un servo avrebbe alzato una porta e avrebbe iniziato a correre. Quindi il leone veniva stanato da cani e battitori e così diretto verso il re che lo avrebbe ucciso con arco e frecce o una lancia dal suo carro da guerra. A volte il re uccideva la fiera con la spada, a terra, tenendola per la criniera e affondandogli la lama nella gola. Una volta ucciso il leone, il re versava un liquido su di esso e ringraziava gli dèi a scopo apotropaico, onde evitare che lo spettro del leone tornasse a perseguitarlo. Lancieri e arcieri esperti proteggevano il re. A volte il re invitava alcuni nobili ad accompagnarlo.

### Greci e Romani

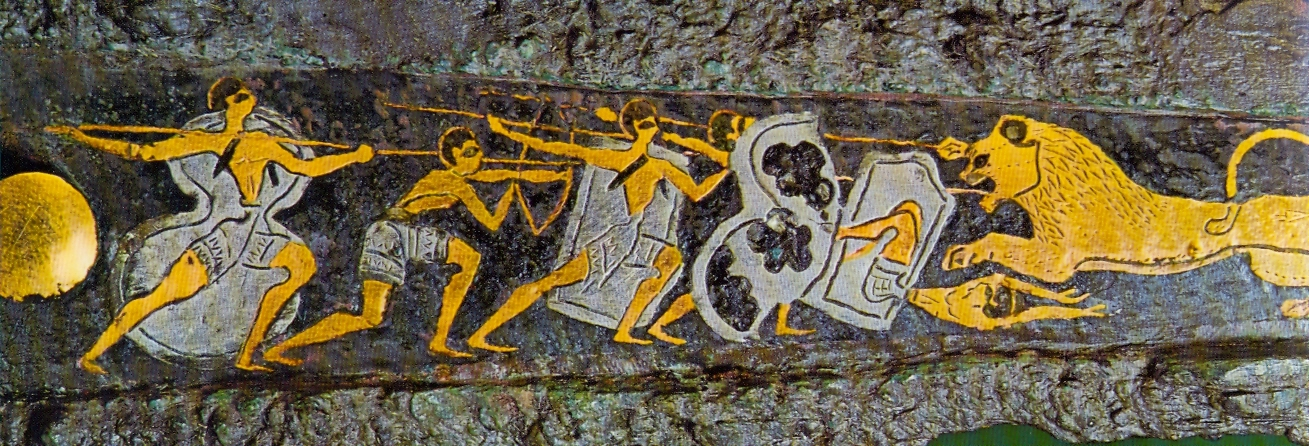
Raffigurazione di una scena di caccia al leone su una lama di pugnale - XVI secolo a.C. - Micene.

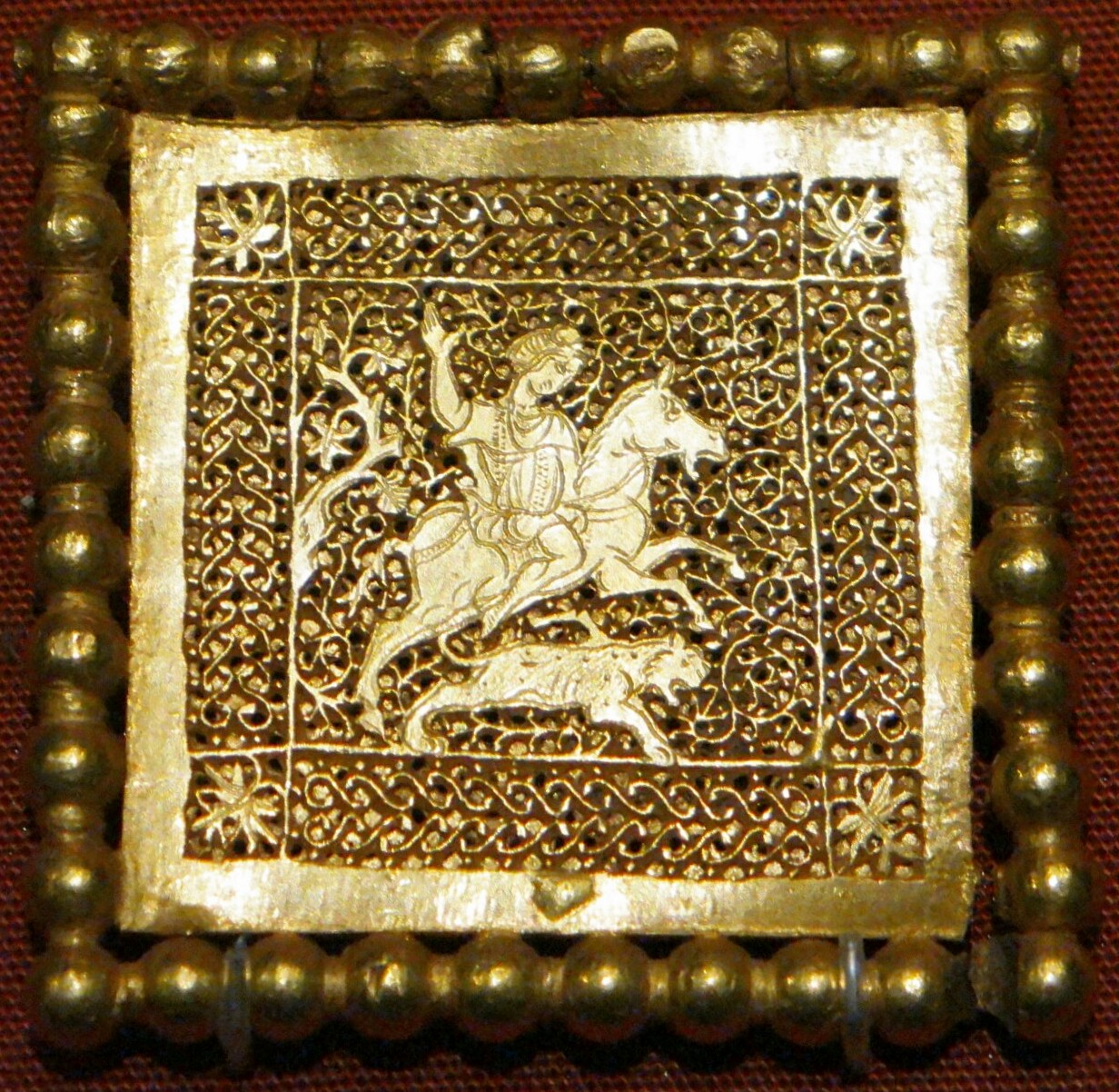
Una caccia al leone mostrata in oro su una placca di cintura, tardo impero romano, IV secolo, Turchia.

I leoni erano presenti nella penisola greca fino all'epoca classica. Il prestigio della caccia al leone è ben dimostrato nella mitologia greca: la prima fatica di Eracle fu l'uccisione del leone di Nemea. I leoni sono stati raffigurati come simboli di spicco della regalità, come ad esempio nella Porta dei Leoni alla cittadella di Micene.
Rispettato per la sua ferocia, il leone era estremamente popolare durante le venationes e gli spettacoli gladiatori nell'Antica Roma. Durante la sua dittatura, Cesare sbalordì tutti utilizzando circa 400 leoni nel Circo (importati soprattutto dal Nordafrica e dalla Siria), la cui inusuale presenza aggiunse dell'emozione ai suoi spettacoli. Pompeo stabilì un macabro record facendo uccidere ben 600 leoni. L'utilizzo del leone, fiera amata per gli spettacoli, era anche una questione di immagine: Cesare confiscò a Cassio i leoni che intendeva usare per uno spettacolo in Grecia, evento che spinse Cassio ad allearsi con Bruto nella rivolta finale contro il dittatore. Questi leoni, tuttavia, non restarono a lungo nelle mani di Cesare: quando la città di Megara fu occupata dagli uomini di Cesare, i cittadini liberarono i leoni sperando che attaccassero gli invasori. Invece i leoni sbranarono i cittadini per poi sparire nella foresta.

### Età Contemporanea
La prima legislazione sudafricana sull'uccisione dei predatori è stata stabilita nel 1656. Sei realen furono assegnati a chi sparava o catturava i leoni. Nel 1890, oltre 4.000 leoni furono uccisi sia all'interno che all'esterno del Kruger National Park nel tentativo di aumentare le popolazioni di selvaggina. Tra il 1903 e il 1927, non meno di 1.272 leoni furono uccisi dal personale del parco.

## La caccia al leone dei Masai
I Masai hanno tradizionalmente visto l'uccisione dei leoni come un rito di passaggio. Storicamente, le cacce al leone venivano fatte da individui, tuttavia, a causa della ridotta popolazione di leoni, le cacce al leone fatte da soli sono scoraggiate dagli anziani. La maggior parte delle cacce ora sono partecipate da gruppi di 10 guerrieri. La caccia di gruppo, conosciuta in Masai come olamayio, offre alla popolazione di leoni la possibilità di crescere. Tuttavia, in Kenya, dove questa pratica è illegale, può essere utilizzata come rappresaglia contro i leoni sospettati di uccidere il bestiame. Le leggi consuetudinarie Masai proibiscono di uccidere un leone malato o infermo. È vietato anche l'uccisione di leonesse se non provocata.
Alla fine di ogni serie di età, di solito dopo un decennio, i guerrieri contano tutte le uccisioni di leoni per confrontarle con quelle braccate dalla precedente serie di età per misurare i risultati.

### Caccia di gruppo

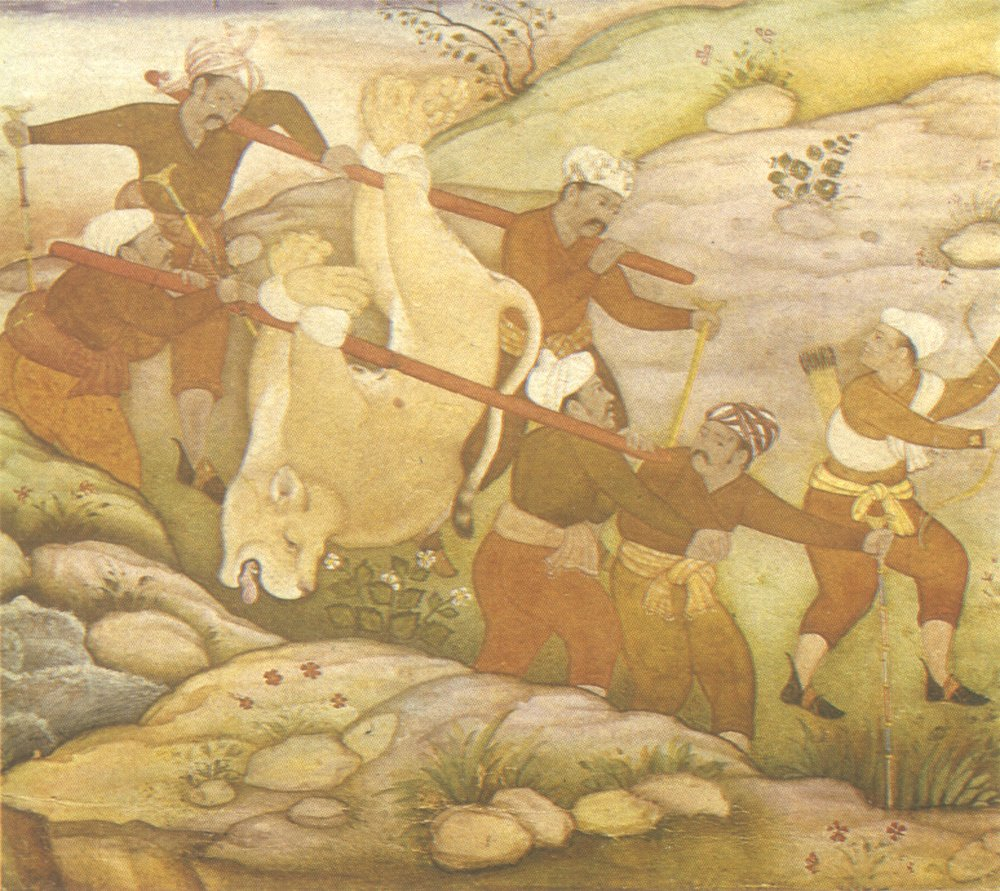
Caccia al leone dei Moghul.

La Empikas (delegazione di guerrieri) pianifica in anticipo una caccia al leone in segreto. Solo i guerrieri possono conoscere il giorno della caccia. Il segreto è considerato così importante che a Ilbarnot (giovani guerrieri) della stessa età vengono negate le informazioni sulla caccia, a causa del timore dei guerrieri più anziani di essere scoperti da gruppi anti-caccia. Se un guerriero viene ritenuto colpevole di aver diffuso voci, viene punito picchiando. Inoltre, il guerriero colpevole sarà disprezzato durante tutto il ciclo della sua età.

### Caccia in solitaria
La caccia al leone in solitaria richiede sicurezza e abilità di caccia avanzate, che richiedono un guerriero dedicato. A differenza della caccia di gruppo, la caccia al leone in solitaria non è un evento organizzato ma si verifica per caso, spesso quando un guerriero è fuori a pascolare il bestiame.

### Il viaggio
La caccia al leone inizia all'alba, quando gli anziani e le donne dormono ancora. I guerrieri si incontrano discretamente in un punto di riferimento vicino da dove partono per aree predeterminate. Prima di partire, gli Ilmorijo (guerrieri più anziani) filtrano il gruppo in modo che solo i guerrieri più coraggiosi e forti prendano parte. Il gruppo risultante è noto come Ilmeluaya (guerrieri senza paura). I giovani guerrieri rifiutati sono comandati dai guerrieri più anziani di mantenere riservate le informazioni della caccia, fino al ritorno dei loro colleghi preferiti. Ci sono stati casi in cui i guerrieri più anziani hanno costretto i guerrieri a rinunciare alle loro armi in eccesso, visto che è considerato un insulto portare più di una lancia che è sufficiente per uccidere un leone.
Dopo una caccia di successo, si svolge una festa di una settimana in tutta la comunità. Il guerriero che ha sferrato il primo colpo viene corteggiato dalle donne e riceve un Imporro, una tracolla con perline a doppia faccia. Il guerriero indossa questo ornamento durante le cerimonie. La comunità onorerà Olmurani lolowuaru (il cacciatore) con molto rispetto per tutta la sua vita.

### Trofei
I Maasai non mangiano carne di selvaggina e usano i corpi dei loro leoni uccisi per tre prodotti; la criniera, la coda e gli artigli. La criniera viene bordata dalle donne della comunità e restituita al cacciatore che la indossa sopra la testa in occasioni speciali. Dopo la cerimonia della carne, quando un guerriero diventa un giovane anziano, la criniera viene gettata via e unta con una miscela di olio di pecora e ocra. Questo evento sacrificale viene fatto per evitare gli spiriti maligni.
La coda del leone viene allungata e ammorbidita dai guerrieri, quindi consegnata alle donne per la bordatura. I guerrieri mantengono la coda nella loro manyatta (campo dei guerrieri), fino alla fine della condizione di guerriero. La coda di leone è considerata il prodotto più prezioso e dopo la laurea, i guerrieri devono riunirsi per pagare il loro ultimo rispetto speciale alla coda prima che venga smaltita.

## Metodi di caccia

### Spot & Stalk
Questo metodo è tipicamente impiegato dai cacciatori sportivi con l'assistenza di un cacciatore professionista e almeno un tracker nativo. Un walk-and-stalk è molto pieno di azione quando si verifica l'incontro. I leoni sono imprevedibili, agili e veloci, il che significa che se non è stato ucciso al primo colpo, può essere molto vendicativo. Se ferito, può rimanere in agguato e potenzialmente caricare il cacciatore, prendendo di mira solo una persona nella squadra di caccia con l'intento di uccidere. I leoni preferiscono in gran parte abitare le praterie boscose della savana, il che significa che cacciarli durante l'estate è un compito molto difficile, poiché la criniera si mimetizza bene con il sottobosco sottostante. La maggior parte delle persone usa un fucile calibro .375 per uccidere all'istante.

### Con i cani
Nel corso della storia, ogni sorta di cane è stato usato dall'uomo per la caccia al leone in Africa e (nei tempi antichi) in Medio Oriente. In particolare tra questi cani da caccia al leone c'è il Rhodesian Ridgeback. La caccia al leone (e il successivo utilizzo del Rhodesian Ridgeback per questo scopo) ha visto la sua massima popolarità e livelli di partecipazione durante il periodo del "Grande cacciatore bianco", essenzialmente la seconda metà del XIX secolo e i primi decenni del XX secolo. Poiché da allora la caccia al leone è in declino, la caccia al leopardo ha visto un aumento inversamente proporzionale della popolarità. Questa transizione può essere dovuta almeno in parte alla crescente popolarità dei segugi da profumo americani e continentali tra i segugi africani e i PH, poiché è molto meno probabile che il leopardo si posizioni su un terreno solido (come tendono a fare i leoni), e sono molto di più probabile che abbaia all'albero. Sebbene, in proporzione alla loro crescente popolarità, diversi branchi di questi segugi siano oggi utilizzati regolarmente da PH e guide come cacciatori di leoni in tutta l'Africa meridionale.
Questo metodo di caccia al leone prevede che il cacciatore rilasci un branco di cani allevati a questo scopo in un'area nota per gli alti livelli di attività dei leoni o su tracce fresche. Il branco seguirà il leone e poi terrà a bada il leone finché il cacciatore non sarà in grado di chiudere la distanza e uccidere il leone a distanza ravvicinata.

### Baiting
Questo metodo comune coinvolge il cacciatore che giace in agguato da una tenda costruita a circa 30-50 metri da un'esca, di solito una carcassa di ungulato, dopo aver appeso o fissato la carcassa a un albero in una zona probabile. L'esca viene poi controllata ogni giorno fino a quando non ci sono prove di un leone affamato presente nella zona. Una grande macchia o lunghi peli con la punta nera sull'esca segnalano la costruzione di una tenda. La tenda è costruita a terra o su un albero vicino dove il cacciatore starà in agguato di solito a metà pomeriggio o al mattino presto.

## Controversia

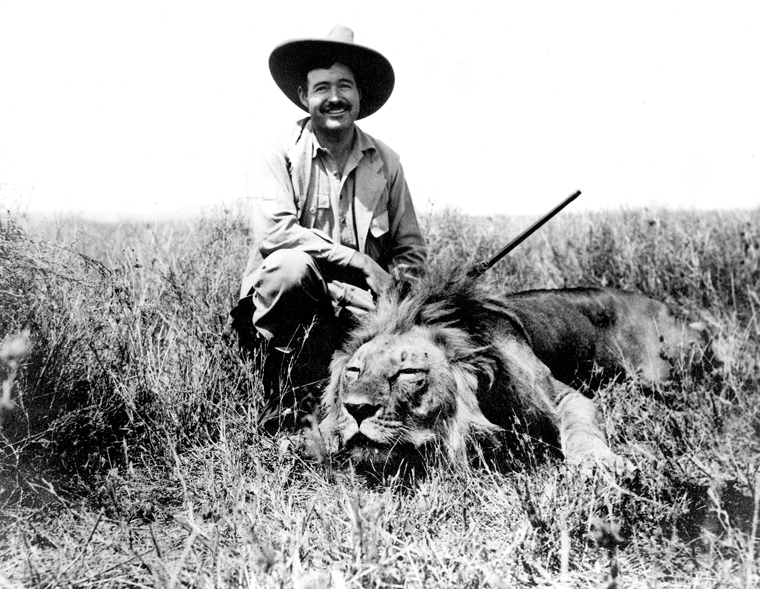
Ernest Hemingway posa accanto ad un leone abbattuto in un safari (fotografia del 1934).
La caccia sportiva nel XIX e XX secolo ha causato un massiccio calo della popolazione di leoni.

La caccia al leone è oggetto di controversia nei tempi moderni; il leone è elencato come specie vulnerabile dalla IUCN e alcune sottospecie sono elencate come Specie in pericolo. Meno di 20.000 leoni sopravvivono in natura, una riduzione del 60% negli ultimi due decenni. Si stima che nel 1880 ci fossero 1,2 milioni di leoni.
Questo declino è dovuto principalmente al bracconaggio dei leoni e delle loro prede, ulteriormente influenzato dall'eccessiva caccia ai trofei legali e dalla distruzione dell'habitat. Oltre alla perdita di popolazione diretta dalla caccia ai trofei, gli oppositori sostengono che la caccia ai leoni uccide principalmente i maschi di grandi dimensioni, portando a una popolazione di leoni più piccola e potenzialmente meno sana. Inoltre, quando un maschio dominante viene ucciso, spesso porta ad altre morti quando i leoni maschi combattono per il possesso del branco del leone ucciso e quindi uccidono i suoi cuccioli per eliminare la competizione genetica. Gli oppositori notano che il turismo per osservare gli animali vivi contribuisce molto di più all'economia locale rispetto alla caccia al trofeo dei leoni. Si stima che solo il 3% delle entrate generate dalla caccia al leone vada effettivamente alle comunità colpite da essa.
I sostenitori della caccia ai trofei sostengono che si tratta di uno strumento che può essere utilizzato per raccogliere fondi per le comunità locali e le organizzazioni per la conservazione, e che una quantità limitata di prelievo di trofei non danneggerà gli animali a livello di popolazione. Si stima che la caccia ai trofei generi almeno $ 201 milioni di dollari all'anno nei 23 paesi dell'Africa subsahariana che lo consentono. La quota media del trofeo per la caccia a un leone in Namibia è di circa 22.000 USD e i cacciatori spendono anche soldi per servizi come pacchetti safari, alloggio e guide turistiche.
Nell'estate del 2015, l'uccisione di Cecil, un leone popolare nello Zimbabwe, da parte di un turista americano ha creato un significativo contraccolpo internazionale contro il cacciatore e la pratica della caccia ai leoni.
La maggior parte delle parti del corpo dei trofei della caccia al leone va negli Stati Uniti.